# 第20回シンガポール国際映画祭
第20回シンガポール国際映画祭は、2007年4月18日から4月30日までシンガポールで開催された。
オープニング作品はPrasanna Jayakodyの『Sankara』。
クロージング作品はガリン・ヌグロホの『オペラ・ジャワ』。

## 受賞結果
- Best Asian Feature Film Category
  - 最優秀賞（Best Film Award）：「オペラ・ジャワ」（ガリン・ヌグロホ）
  - 審査員特別賞（Special Jury Award）："The Other Half"（Ying Liang）
  - 監督賞（Best Director Award）：Shawkat Amin Korki（"Crossing The Dust"）
  - 俳優賞（Best Performance Award）：Carlos Chahine（"Le Dernier homme"）
  - 俳優賞（Best Performance Award）：ハン・ヒョンジュ（「アドリブ・ナイト」）
  - 国際批評家連盟賞（NETPAC Award）："Crossing The Dust"（Shawkat Amin Korki）
  - 国際批評家連盟賞（NETPAC Award）："Like A Virgin"（Lee Hae Young）
- Best Singapore Short Film Category
  - 作品賞：Conversations（Tia Quah）
  - 監督賞（Best Director Award）：Kirsten Tan（"Fonzi"）
  - 審査員特別賞（Special Jury Award）："Katong Fugue"（Boo Junfeng）
  - 特別功労賞（Special Achievement Award）："White"（Tan Wei Keong）

## エピソード
- 廣木隆一監督の「M」が参加。